# Triarius trivittatus
Triarius trivittatus är en skalbaggsart som beskrevs av Horn 1893. Triarius trivittatus ingår i släktet Triarius och familjen bladbaggar. Inga underarter finns listade i Catalogue of Life.